# Nocatee
Nocatee ist  ein census-designated place (CDP), d. h. ein zu Statistikzwecken definiertes Siedlungsgebiet, im St. Johns County im US-Bundesstaat Florida. Das U.S. Census Bureau hat bei der Volkszählung 2020 eine Einwohnerzahl von 22.503 ermittelt. 

## Geographie
Nocatee liegt rund 25 km nördlich von St. Augustine sowie etwa 30 km südlich von Jacksonville. 

## Demographische Daten
Laut der Volkszählung 2010 verteilten sich die damaligen 4524 Einwohner auf 1783 Haushalte. Die Bevölkerungsdichte lag bei 74,4 Einw./km². 87,7 % der Bevölkerung bezeichneten sich als Weiße, 4,0 % als Afroamerikaner, 0,1 % als Indianer und 3,7 % als Asian Americans. 1,2 % gaben die Angehörigkeit zu einer anderen Ethnie und 3,4 % zu mehreren Ethnien an. 7,6 % der Bevölkerung bestand aus Hispanics oder Latinos.
Im Jahr 2010 lebten in 51,3 % aller Haushalte Kinder unter 18 Jahren sowie 16,3 % aller Haushalte Personen mit mindestens 65 Jahren. 83,1 % der Haushalte waren Familienhaushalte (bestehend aus verheirateten Paaren mit oder ohne Nachkommen bzw. einem Elternteil mit Nachkomme). Die durchschnittliche Größe eines Haushalts lag bei 2,98 Personen und die durchschnittliche Familiengröße bei 3,27 Personen.
35,0 % der Bevölkerung waren jünger als 20 Jahre, 22,7 % waren 20 bis 39 Jahre alt, 30,2 % waren 40 bis 59 Jahre alt und 12,0 % waren mindestens 60 Jahre alt. Das mittlere Alter betrug 36 Jahre. 48,1 % der Bevölkerung waren männlich und 51,9 % weiblich.
Das durchschnittliche Jahreseinkommen lag bei 85.354 $, dabei lebten 7,6 % der Bevölkerung unter der Armutsgrenze.